# ويليام لويس (سياسي أمريكي)
ويليام لويس (بالإنجليزية: William Lewis)‏ هو سياسي أمريكي، ولد في 31 أكتوبر 1827. حزبياً، نشط في الحزب الجمهوري. وقد انتخب عضو جمعية ولاية نيويورك وانتخب عضو مجلس ولاية نيويورك.